# Atractodes
Atractodes is een geslacht van insecten uit de orde vliesvleugeligen (Hymenoptera) en de familie Ichneumonidae.

## Soorten
- A. aciculatus (Davis, 1898)
- A. acuminator Roman, 1909
- A. alamagnus (Davis, 1898)
- A. albovinctus Haliday, 1838
- A. alpestris Roman, 1918
- A. alpinus

Atractodes alpinus (Forster) Forster, 1876
Atractodes alpinus (Strobl) Strobl, 1901
- A. alutaceus Thomson, 1884
- A. ambiguus Ruthe, 1859
- A. americanus (Ashmead, 1890)
- A. angustipennis Forster, 1876
- A. arator Haliday, 1838
- A. ashmeadi Cushman, 1922
- A. assimilis Forster, 1876
- A. aterrimus Holmgren, 1872
- A. bicolor Gravenhorst, 1829
- A. brevipennis Jussila, 1979
- A. brevissimus (Dalla Torre, 1902)
- A. citator Haliday, 1838
- A. compressus (Cresson, 1865)
- A. croceicornis Haliday, 1838
- A. cryptobius Forster, 1876
- A. cultellator Haliday, 1838
- A. cultus (Davis, 1898)
- A. cylindraceus Jussila, 2001
- A. designatus (Forster, 1876)
- A. exilis Haliday, 1838
- A. exitialis Forster, 1876
- A. faeroeensis Roman, 1916
- A. fatuus Townes, 1944
- A. fennoscandicus Jussila, 1979
- A. ficticius (Forster, 1876)
- A. fittoni Jussila, 1983
- A. foveoclypeatus Jussila, 2001
- A. foveolatus Gravenhorst, 1829
- A. fumatus Haliday, 1838
- A. gilvipes Holmgren, 1860
- A. gillettei (Ashmead, 1896)
- A. grandis Cushman, 1922
- A. gravidus Gravenhorst, 1829
- A. helveticus (Forster, 1876)
- A. holmgreni Roman, 1918
- A. incrassator Roman, 1926
- A. intersectus (Fonscolombe, 1852)
- A. kasparyani Jussila, 2001
- A. kincaidi (Ashmead, 1902)
- A. klinckowstroemi Roman, 1916
- A. labefactor Forster, 1876
- A. laphroscopoides (Viereck, 1905)
- A. lapponicus Jussila, 1979
- A. ligatus Forster, 1876
- A. longiceps Roman, 1924
- A. magnus Jussila, 2001
- A. mallyi Bridwell, 1919
- A. mesozonius (Gravenhorst, 1829)
- A. minutus Forster, 1876
- A. muiri Bridwell, 1919
- A. necrix Mason, 1971
- A. nigerrimus Holmgren, 1883
- A. nigricoxus Provancher, 1882
- A. nigripennis Hellen, 1949
- A. nitidulator Schiodte, 1839
- A. obsoletor (Zetterstedt, 1838)
- A. oribates Forster, 1876
- A. pacificus Townes, 1944
- A. paucus Momoi, 1970
- A. pauxillus Forster, 1876
- A. pediophilus Forster, 1876
- A. piceicornis Haliday, 1838
- A. picipes Holmgren, 1860
- A. podagricus Roman, 1909
- A. politus (Provancher, 1874)
- A. popofensis (Ashmead, 1902)
- A. praecautus Forster, 1876
- A. procerus Forster, 1876
- A. productus (Brischke, 1880)
- A. provancheri Dalla Torre, 1902
- A. punctator Roman, 1909
- A. punctulatus (Forster, 1876)
- A. pusillus Forster, 1876
- A. quadrispinus Ratzeburg, 1847
- A. remotus Jussila, 1979
- A. repudiatus Forster, 1876
- A. robustus Roman, 1939
- A. rodnensis (Kiss, 1924)
- A. romani Jussila, 1979
- A. rossicus Jussila, 2001
- A. ruficollis Jussila, 1979
- A. rufipes Provancher, 1874
- A. rufiventris (Ashmead, 1896)
- A. salius Haliday, 1838
- A. scutellatus (Hellen, 1944)
- A. spiniger Vollenhoven, 1878
- A. spiraculator Roman, 1918
- A. striativentris Jussila, 1979
- A. subrepens Forster, 1876
- A. subsimilis Forster, 1876
- A. teneriventris (Gravenhorst, 1829)
- A. tenuipes Thomson, 1884
- A. thomsoni (Dalla Torre, 1902)
- A. tibialis Forster, 1876
- A. townesi Jussila, 1983
- A. turkuensis Jussila, 1979
- A. vicinus Forster, 1876
- A. xanthoneurus Forster, 1876